# Constantia (Skonert)
Constantia är en svensk skonare byggd i Danmark år 1908. Constantia ägs av Stiftelsen Solnaskutan och används som skolsegelfartyg. Stiftelsen arrangerar seglingar maj till oktober för både ungdomar och vuxna och arrangerar chartrade seglatser för skolor och företag.

## Historia som fraktfartyg
Skonerten Constantia, då Minde, löpte av stapeln 1908 på Eriksens plats i Marstal på Ærö i Danmark. Ansvarig för bygget var Niels Hansens Værft. Hon gick i fraktrafik för Marstal-skepparen R. M. Rasmussen med kol mellan Stettin i Tyskland och Köpenhamn fram till 1915, med en besättning på fyra man.
År 1915 såldes hon till en skeppsredare i Arendal i Norge. Riggen togs bort och hon motoriserades 1917 med en tvåcylindrig Munktell tändkulemotor. År 1921 köptes hon av skutredaren Richard Wirén i Kalmar och såldes kort därefter vidare till en skutskeppare i Mölndal och döptes om till Altair. Två år senare köpte Richard Wirén tillbaka fartyget. Efter motorbyte till en Avance råoljemotor och ombyggnad till motorskonert med ny skonertrigg, och omdöpning till Per-Olof efter Rickard Wiréns son, gick hon i trafik på Östersjön och Mälaren till 1931 med bland annat ved, kalksten, cement och spannmål.   
Mellan 1931 och 1939 fraktade hon bland annat ved i Östersjön för ett partrederi i Figeholm, med en ny, encylindrig råoljemotor på 35 ihk. Åren 1939–1943 seglade hon under ägandeskap av bröderna Folke och Einar Engström i Pataholm under namnet Marina med bland annat salt från Lübeck.
Mellan 1943 och 1954 ägdes hon av ett partrederi i Timmernabben, omriggad till galeas och 1954–1961 av ett partrederi i Drag på Skäggenäs norr om Kalmar. År 1957 gjordes ytterligare ett motorbyte, till en Skandia tvåcylindrig tändkulemotor på 80 ihk.  
Den sista perioden som fraktfartyg var 1962–1977, då Marina ägdes av ett partrederi i Byxelkrok och gick med sten, potatis och spannmål.

## Historia som fritidsfartyg
Marina köptes 1968 av en grupp ungdomar, klassades om till fritidsfartyg och fick ny hemmahamn på Söder Mälarstrand i Stockholm. År 1988 köptes hon av Hakon Malmborg, som tog initiativ till Stiftelsen Solnaskutan och att använda henne som skolfartyg. Fartyget renoverades från 1991 och omdöptes till Constantia med hänsyftning till fartyget i Dan Anderssons dikt Jungman Jansson. 
Constantia har hemmahamn i Huvudsta i Solna. Hon är k-märkt och klassad som traditionsfartyg.